# Arnau Tenas
Arnau Tenas Ureña (Vic, 2001. május 30. –) olimpiai bajnok spanyol utánpótlás-válogatott labdarúgókapus, a Paris Saint-Germain játékosa. 

## Pályafutása

### Klubcsapatokban

#### Barcelona
A katalóniai Vic városában született Tenas három éves korában a helyi csapatban kezdte a labdarúgást, majd 2010-ben került az Barcelona akadémiájára, a La Masiára, ahol végigjárta a korosztályos csapatokat. 2019 márciusában mutatkozott be a felnőttek között a Barcelona B-ben, egy CD Teruel ellen 2–1-re megnyert harmadosztályú (Segunda División B) bajnokin. Az ezt követő időszakban az első csapattal edzett, 2019 októberében a Deportivo Alavés elleni bajnokin a kispadon foglalt helyet. 2020. június 27-én meghosszabbította szerződését a klubbal 2023 nyaráig. A 2021-es spanyol labdarúgókupa-döntőn a kispadon foglalt helyet a Barcelona Athletic Bilbao elleni 4–0-s győzelmekor.

### Paris Saint-Germain
2023. július 30-án hároméves szerződést írt alá a Paris Saint-Germain csapatához. 2023. december 3-án Gianluigi Donnarumma kiállítását követően mutatkozott be a francia élvonalban, a Le Havre elleni 2–0-s győzelem alkalmával. Tenas hét védést mutatott be a találkozón, ami 2016 óta a legtöbb a csereként beállt kapusoknál a Ligue 1 történetében.  Nagyszerű teljesítménye és csapata győzelme után a sportlapok „váratlan hősként” emlegették a mérkőzés másnapján.

### A válogatottban
Sokszoros utánpótlás-válogatott, minden korosztályos válogatottban szerepelt. 2019-ben tagja volt az U19-es Európa-bajnoki címet szerző csapatnak. Az elődöntőben a mérkőzés legjobbjának, a kontinenstorna után pedig a torna legjobb kapusának is megválasztották.
2024-ben ő volt a kapusa az olimpiai bajnoki címet szerző spanyol válogatottnak.
A felnőtt válogatottba először 2022. március 26-án kapott meghívót, Robert Sánchez sérülése miatt, de pályára nem lépett.

## Játékstílusa
Kiváló reflexekkel rendelkező kapus, aki a kapujából is bátran mozdul ki. A mérkőzések alatt folyamatosan irányítja társait.

## Családja
Nagyapja és édesapja is kapus volt, ikertestvére, Marc szintén profi labdarúgó, az UE Cornellà játékosa.

## Sikerei, díjai
Barcelona
- Spanyol Szuperkupa-győztes: 2023[13]

Paris Saint-Germain
- Francia bajnok: 2023–24,[14] 2024–25[15]
- Francia Kupa-győztes: 2024–25[16]
- Bajnokok Ligája-győztes: 2024–25[17]

Spanyolország U19
- U19-es Európa-bajnok: 2019

Spanyolország U21
- U21-es Európa-bajnoki döntős: 2023

Spanyolország U23
- Olimpiai bajnok: 2024[18]

Egyéni elismerés
- A 2019-es U19-es Európa-bajnokság álomcsapatának a tagja[19]